# Hrvatska kuna
Hrvatska kuna (kratica: kn, ISO-kôd: HRK) bila je službena novčana jedinica Republike Hrvatske u razdoblju od 30. svibnja 1994. do 31. prosinca 2022. Jedna kuna dijelila se na sto lipa. Kuna je bila konvertibilna i smatrala se stabilnom valutom. Novac je izdavala Hrvatska narodna banka, a kovanice je kovala Hrvatska kovnica novca.
Naziv potječe od srednjovjekovne uporabe kuninih krzna za trgovinu i plaćanje carina u hrvatskim pokrajinama Slavoniji i Primorju (današnji Kvarner i Istra). Taj se krzneni novac prvi put spominje 1018. u creskom gradu Osoru kao sredstvo plaćanja Hrvata. Novac od krzna mogao se upotrebljavati za plaćanje carina i poreza. Danas na to podsjeća mali spomenik u obliku kune. Iz toga se razvio banovac (množina banovci; lat.: Denarius Banalis) kao hrvatski srebrni novac stabilne vrijednosti koji su u Slavoniji kovali hrvatski banovi od sredine 13. do kraja 14. stoljeća. Kao podsjetnik na krzneni novac Banovac na kovanicama prikazuje kunu koja se razvila u važan heraldički simbol hrvatskih zemalja (i danas je na grbu Slavonije u kruni grba Republike Hrvatske).
Tijekom Drugoga svjetskoga rata valuta Nezavisne Države Hrvatske (1941. – 1945.) također se zvala kuna, no njezina najmanja jedinica bila je banica (1 kuna = 100 banica), s obzirom na dizajn kovanog novca i naziv banovac. Nakon Drugog svjetskog rata Hrvatska ulazi u sastav SFR Jugoslavije i jugoslavenski dinar (YUD) postaje službena valuta sve do hrvatskoga osamostaljenja.
Za vrijeme raspada Jugoslavije i demokratskih promjena monetarno osamostaljivanje Hrvatske postaje jednim od glavnih ciljeva samostalne Hrvatske. Nakon proglašenja neovisnosti Hrvatske te za vrijeme Domovinskoga rata u upotrebi je bio hrvatski dinar (HRD), koji je služio kao privremeni novac prije uvođenja konačne hrvatske valute, koja je trebala biti »hrvatska kruna« podijeljena na 100 banica. Međutim, Sabor je u srpnju 1993. odlučio kako će hrvatska valuta ipak biti hrvatska kuna. Kuna je službeno uvedena 30. svibnja 1994., na Dan državnosti u Hrvatskoj, i time je zamijenjen dotadašnji hrvatski dinar (HRD). Dana 1. siječnja 2023. euro postaje službena valuta u Hrvatskoj i nakon 29 godina zamjenjuje kunu.

## Ime
Ime kune potječe od kuninih koža i krzna, koja su upotrebljavali srednjovjekovni Slaveni kao novčano sredstvo. Kuna je također jedna od najstarijih ruskih novčanih jedinica, 1/25 grivne. »Kunom« se nazivao i srebrni novac u Kijevskoj Rusi.
U srednjovjekovnoj Hrvatskoj kunsko je krzno bilo sredstvo za plaćanje poreza koji se nazivao »kunovinom«, odnosno marturina na latinskom.
Ime hrvatske kune nije povezano s nazivima raznih europskih valuta zvanim »krunama«.

## Povijest

### Srednji vijek: Kuna na ranom novcu Hrvata
Prvi hrvatski kovani novac sa likom kune bio je banovac (lat. denarius banalis) iz razdoblja od 1235. do 1384. godine. Taj su novac kovali hrvatski banovi i hercezi u 13. stoljeću, a kovnica novca nalazila se u Pakracu.
Na banovcu naslikana je bila kuna, jer je kunsko krzno zbog svoje vrijednosti služilo kao sredstvo plaćanja u hrvatskim regijama Slavoniji, Dalmaciji i u Hrvatskom primorju.

### Međuratno razdoblje: Ideja o kuni kao paralelnoj valuti
Godine 1918. proglašena je Kraljevina Srba, Hrvata i Slovenaca koja je kasnije promijenila ime u Kraljevina Jugoslavija. U toj je državi novac izdavala Narodna banka sa sjedištem u Beogradu. Novčanice jedinice su se zvale dinar i para. Ideja o kuni ponovno se pojavljuje 1939. godine, kada je Banovina Hrvatska, autonomna pokrajina u sastavu Kraljevine Jugoslavije, planirala izdavati vlastiti novac, paralelno uz jugoslavenski dinar. Međutim, planovi nisu ostvareni zbog izbijanja Drugog svjetskog rata i Osovinske invazije na Jugoslaviju, koja je dovela do raspada te države.
U hrvatskom iseljeništvu kružila je tridesetih god. 20. st. simbolička srebrena kovanica u vrijednosti od 5 kuna. Taj je srebrnjak kovan i izdan na inicijativu Ustaškoga pokreta.

### Drugi svjetski rat: Kuna NDH
Dana 10. travnja 1941. pukovnik Slavko Kvaternik proglasio je Nezavisnu Državu Hrvatsku (skraćeno NDH ili ND Hrvatska) preko Hrvatskoga krugovala. Ubrzo nakon toga je, na prijedlog ministra narodnoga gospodarstva, uspostavljena Hrvatska državna banka, a zatim je uvedena hrvatska kuna (skraćeno: Kn – veliko slovo »K« za razliku od suvremene kratice) kao službeno sredstvo plaćanja. Dijelila se na 100 banica. U promet je puštena 8. srpnja 1941. i time je zamijenjen jugoslavenski kraljevski dinar, koji je i nakon raspada Kraljevine Jugoslavije bio u upotrebi, što je novouspostavljenoj NDH nanijelo veliku financijsku štetu jer se zbog poroznosti granice sa Srbijom nije mogla nadzirati i utvrditi točna količina gotovine koja je ulazila u državu.
Godine 1941. izdane su novčanice prvoga niza od 10, 20, 50, 100, 500 i 1000 kuna. Godine 1942. slijedile su novčanice u vrijednosti od 50 banica te 1 i 2 kune, a 1943. novčanica od 5000 kn. Zbog utjecaja Nacističke Njemačke i Kraljevine Italije na NDH, Drugog svjetskog rata i s njim povezanim stanjem u zemlji, država se našla u gospodarskoj krizi. Kuna ND Hrvatske patila je od devalvacije i novac je stalno gubio vrijednost. Zbog hiperinflacije koja nije pratila porast primanja izrađeni su i nacrti za novčanice od 10 000 i 50 000 kuna, ali nisu tiskane.
U područjima NDH koja su pala pod kontrolu partizana u vodstvu Zemaljskoga antifašističkoga vijeća narodnog oslobođenja Hrvatske (ZAVNOH) također su tiskane novčanice s nominalama u kunama (uz dinare i/ili lire).
Iz optjecaja povučena je 1945. godine, nakon pada NDH.

### Hladni rat: Novac u Socijalističkoj Hrvatskoj
Završetkom Drugoga svjetskog rata i pada NDH, Hrvatska postaje socijalistička republika u sastavu SFR Jugoslavije. Jugoslavenski dinar ponovo postaje službeno platežno sredstvo na području Hrvatske, sve do osamostaljenja 1991.
Dinar je više puta redenominiran, a apoeni su se više puta mijenjali kroz povijest, između ostaloga zbog inflacije.

### Hrvatska samostalnost: Uvođenje konačnog hrvatskog novca
Jugoslavenski dinar zamijenjen je 23. prosinca 1991. hrvatskim dinarom (HRD) u omjeru 1:1. Hrvatski dinar naslijedio je jugoslavenski dinar i služio je kao privremena valuta u prvim godinama hrvatske samostalnosti i Domovinskoga rata, dok se Hrvatska borila za međunarodno priznanje i tražila obustavu velikosrpske agresije. Hrvatski dinar nije imao kovanice, a na licu svake novčanice naslikan je bio Ruđer Bošković, hrvatski astronom, matematičar i isusovac.
Hrvatskog dinara trebala je zamijeniti »hrvatska kruna«, podijeljena na 100 »banica«, koja je prema Uredbi o Narodnoj banci Hrvatske u Narodnim novinama br. 71 od 23. prosinca 1991., trebala biti konačna valuta Republike Hrvatske. Toj se odluci protivio prvi predsjednik Franjo Tuđman, koji je zastupao stav da se konačni hrvatski novac ne treba zvati kao onaj iz povijesnog razdoblja Austro-Ugarske, kada je Hrvatska bila u podređenom položaju.
Prijedlog da se hrvatska novčana jedinica zove kuna, izazvao je velike rasprave. Neki su se oporbeni političari protivili kuni i ukazivali na to da je naziv istovjetan onome koji se koristio i za vrijeme Drugoga svjetskoga rata, u Nezavisnoj Državi Hrvatskoj, što bi novorođenoj hrvatskoj državi moglo naštetiti na svjetskoj pozornosti i dovesti do podjela u narodu. Međutim, kuna je izabrana zbog svoje tisućljetne tradicije u hrvatskoj novčanoj povijesti, ali i u grboslovlju. Lik kune još se pojavljuje na srebrnomu slavonskom banovcu (banskom denaru), koji je kovan u Pakracu sredinom 13. stoljeća u prvoj hrvatskoj kovnici novca. Sabor je u srpnju 1993. odlučio da će hrvatski novac biti kuna, koja se dijeli na sto lipa.
Dana 30. svibnja 1994., na četvrtu godišnjicu obnove hrvatske državnosti, uvedena je hrvatska kuna (HRK) kao stalna valuta, te je zamijenjen hrvatski dinar u omjeru 1000 dinara za jednu kunu. Uvođenje hrvatske kune osiguralo je monetarnu samostalnost i financijsku stabilnost u Hrvatskoj, te je riješen problem hiperinflacije. Kovanice hrvatske kune i lipe kovane su u Hrvatskoj kovnici novca, koju je Hrvatska narodna banka osnovala 23. travnja 1993. pod nazivom »Hrvatski novčarski zavod«. Novčanice kune tiskane su u Njemačkoj, a od 2011. i u Austriji.

### Zamjena eurom
Ulaskom u Europsku uniju 2013. Hrvatska se obavezala uvesti euro čim ispuni konvergencijske kriterije. Boris Vujčić, guverner Hrvatske narodne banke (HNB), izjavio je još 2013. godine da očekuje uvođenje eura što je prije moguće. Ulazak Hrvatske u »Europski tečajni mehanizam« (ERM II) 2020. bio je odlučujući službeni korak u postupku uvođenja eura.
Dana 13. svibnja 2022. Sabor je usvojio Zakon o uvođenju eura. U Svetoj Nedelji, u Zagrebačkoj županiji je 18. srpnja 2022. započela proizvodnja hrvatskih eurokovanica.
Dana 5. rujna 2022. započelo je obavezno dvojno iskazivanje cijena u kunama i eurima. Ta je zakonska obaveza trajala do 31. prosinca 2023. i bila je jedna od mjera za zaštitu potrošača u postupku uvođenja eura. Sredinom listopada 2022. započela je edukativna putujuća izložba »Euro na kotačima«. Ta je izložba održana u 27 gradova sa ciljem da informira građane o uvođenju eura. Započela je 19. listopada u Vukovaru, a završila u Zadru 17. prosinca 2022.
- Naljepnica iz razdoblja obaveznog dvojnog iskazivanja cijena, koja prikazuje cijene u eurima (€) i kunama (kn).
- Početni paket hrvatskih eurokovanica iz prosinca 2022.

Dana 1. siječnja 2023. kuna je zamijenjena eurom, a istog je dana započelo razdoblje dvojnog optjecaja koje je trajalo do 14. siječnja 2023. U tom su razdoblju i kune i euri bili u upotrebi za plaćanje u gotovini.

#### Referendumska inicijativa: »Zaštitimo hrvatsku kunu«
U lipnju 2021. premijer Andrej Plenković (HDZ) izjavljuje da očekuje ulazak Hrvatske u europodručje početkom 2023. godine. Na to su Hrvatski suverenisti (HS) reagirali s pokretanjem referendumske inicijative pod nazivom »Zaštitimo hrvatsku kunu«, skraćeno »ZHK«, s namjerom prikupiti dovoljno potpisa za referendum na kojem bi građani Republike Hrvatske odlučili o monetarnoj budućnosti Hrvatske, odnosno o uvođenju eura ili zaštiti i očuvanju hrvatske valute. 
Hrvoje Zekanović, koji je u to vrijeme obnašao dužnost predsjednika Hrvatskih suverenista, naglasio je da nijedan građanin Republike Hrvatske od dvije trećine koje su glasale za EU nije znao da smo se obvezali da će u nekom roku uvesti euro odnosno ući u eurozonu. Marijan Pavliček argumentirao je u govoru u Saboru da: »O ovako bitnoj temi gdje se gubi dio suvereniteta, u ovom slučaju monetarnog suvereniteta, ne mogu odlučivati pojedinci u svojim uredima nakon dogovora sa briselskim moćnicima. O ovakvoj temi može isključivo odlučiti hrvatski narod putem referenduma.«
Toj su referendumskoj inicijativi potporu pružile i druge političke stranke poput Hrvatske stranke prava (HSP), Generacije obnove (GO) i Neovisnih za Hrvatsku (NZH).
Inicijativa »Zaštitimo hrvatsku kunu« u dva je tjedna prikupila 334 582 potpisa, što nije bilo dovoljno za raspisivanje referenduma. Nedostajalo je 34 285 potpisa građana.

#### Javno mnijenje
Potpora javnosti uvođenju eura

## Novac Republike Hrvatske (do zamjene eurom)
Dizajneri novčanica su Miroslav Šutej i dr. Vilko Žiljak, a autor kovanica je kipar Kuzma Kovačić.

### Novčanice
| Slika | Slika   | Vrijednost novčanice | Vrijednost novčanice   | Dimenzije   | Osnovna boja | Osnovna boja     | Opis                                          | Opis                                                                    | Nadnevak                        | Nadnevak                            |
| lice  | naličje | u kunama (kn)        | preračunato u eure (€) | Dimenzije   | Osnovna boja | Osnovna boja     | avers                                         | revers                                                                  | tiskanja                        | izdavanja                           |
| ----- | ------- | -------------------- | ---------------------- | ----------- | ------------ | ---------------- | --------------------------------------------- | ----------------------------------------------------------------------- | ------------------------------- | ----------------------------------- |
|       |         | 5 kuna               | 0,66 €                 | 122 × 61 mm |              | zelena           | Fran Krsto Frankapan i Petar Zrinski          | Tvrđava i tlocrt Staroga grada u Varaždinu.                             | 7. ožujka 2001.                 | 9. srpnja 2001.                     |
|       |         | 10 kuna              | 1,33 €                 | 126 × 63 mm |              | siva             | biskup Juraj Dobrila                          | Pulska arena i tlocrt grada Motovuna.                                   | 7. ožujka 2001. 9. srpnja 2012. | 18. lipnja 2001. 18. ožujka 2013.   |
|       |         | 20 kuna              | 2,65 €                 | 130 × 65 mm |              | crvena           | ban Josip Jelačić                             | Dvorac Eltz u Vukovaru i Vučedolska golubica.                           | 7. ožujka 2001. 9. srpnja 2012. | 16. kolovoza 2001. 18. ožujka 2013. |
|       |         | 50 kuna              | 6,64 €                 | 134 × 67 mm |              | plava            | Ivan Gundulić                                 | Starogradska jezgra Dubrovnika i pročelje Kneževa dvora.                | 7. ožujka 2002. 9. srpnja 2012. | 25. studenoga 2002. 25. rujna 2017. |
|       |         | 100 kuna             | 13,27 €                | 138 × 69 mm |              | crvenkastosmeđa  | ban Ivan Mažuranić i fragment Bašćanske ploče | Slika i trocrt katedrale sv. Vida u Rijeci.                             | 7. ožujka 2002. 9. srpnja 2012. | 3. lipnja 2002. 1. srpnja 2013.     |
|       |         | 200 kuna             | 26,54 €                | 142 × 71 mm |              | smeđa            | Stjepan Radić                                 | Zgrada glavnog zapovjedništva i tlocrt stare tvrđe u Osijeku.           | 7. ožujka 2002. 9. srpnja 2012. | 12. kolovoza 2002. 1. srpnja 2013.  |
|       |         | 500 kuna             | 66,36 €                | 146 × 73 mm |              | maslinastozelena | Marko Marulić                                 | Dioklecijanova palača u Splitu i lik hrvatskog vladara iz 11. stoljeća. | 31. listopada 1993.             | 30. svibnja 1994.                   |
|       |         | 1000 kuna            | 132,72 €               | 150 × 75 mm |              | plavkastosiva    | Ante Starčević                                | Spomenik kralju Tomislavu i pročelje Zagrebačke katedrale.              | 31. listopada 1993.             | 30. svibnja 1994.                   |

### Kovanice
Godine 1994. izdane su kovanice u denominacijama od 1, 2, 5, 10, 20, 50 lipa te od 1, 2, 5 kuna. Sve te kovanice na licu imaju državni grb i natpis »Republika Hrvatska«, uz oznaku za vrijednost. Na naličjima nalaze se biljke ili/i životinje. Kovanice izdane neparnih godina imaju nazive biljaka i životinja na hrvatskome jeziku, a kovanice izdane parnih godina znanstvene nazive na latinskom jeziku.
Godine 1997. kovana je prva kovanica od 25 kuna povodom mirne reintegracije hrvatskoga Podunavlja. Kovanice od 25 kuna imaju različite motive na naličju.
Zbog svoje niske vrijednosti, prestale su se izdavati kovanice od 1 i 2 lp. Iako od 2009. više nisu puštene u optjecaj i dalje su bile zakonsko sredstvo plaćanja.
| Slika | Vrijednost kovanice | Vrijednost kovanice    | Tehnički parametri | Tehnički parametri | Tehnički parametri               | Opis                             | Opis                                                                           | Opis            | Nadnevak prvih izdanja |
| Slika | u kunama (kn)       | preračunato u eure (€) | Promjer            | Masa               | Sastav kovine                    | Rub                              | Naličje                                                                        | Prvotno kovanje | Nadnevak prvih izdanja |
| ----- | ------------------- | ---------------------- | ------------------ | ------------------ | -------------------------------- | -------------------------------- | ------------------------------------------------------------------------------ | --------------- | ---------------------- |
|       | 1 lp (0,01 kn)      | 0,0013296 €            | 17,0 mm            | 0,70 g             | Slitina aluminija i magnezija    | gladak                           | slika kukuruza, »KUKURUZ« ili »ZEA MAYS«, godina kovanja                       | 1993.           | 31. svibnja 1994.      |
|       | 2 lp (0,02 kn)      | 0,0026592 €            | 19,0 mm            | 0,92 g             | Slitina aluminija i magnezija    | gladak                           | slika vinove loze, »VINOVA LOZA« ili »VITIS VINIFERA«, godina kovanja          | 1993.           | 31. svibnja 1994.      |
|       | 5 lp (0,05 kn)      | 0,006648 €             | 18,0 mm            | 2,50 g             | Čelična jezgra obložena broncom  | gladak                           | slika hrastove grane, »HRAST LUŽNJAK« ili »QUERCUS ROBUR«, godina kovanja      | 1993.           | 31. svibnja 1994.      |
|       | 10 lp (0,10 kn)     | 0,013 €                | 20,0 mm            | 3,25 g             | Čelična jezgra obložena broncom  | gladak                           | slika duhana, »DUHAN« ili »NICOTIANA TABACUM«, godina kovanja                  | 1993.           | 31. svibnja 1994.      |
|       | 20 lp (0,20 kn)     | 0,03 €                 | 18,5 mm            | 2,90 g             | Čelična jezgra obložena niklom   | gladak                           | slika maslinove grančice, »MASLINA« ili »OLEA EUROPAEA«, godina kovanja        | 1993.           | 31. svibnja 1994.      |
|       | 50 lp (0,50 kn)     | 0,07 €                 | 20,5 mm            | 3,65 g             | Čelična jezgra obložena niklom   | gladak                           | slika degenije, »VELEBITSKA DEGENIJA« ili »DEGENIA VELEBITICA«, godina kovanja | 1993.           | 31. svibnja 1994.      |
|       | 1 kn                | 0,13 €                 | 22,5 mm            | 5,00 g             | Slitina bakra, nikla i cinka     | nazubljen                        | slika slavuja, »SLAVUJ« ili »LUSCINIA MEGARHYNCHOS«, godina kovanja            | 1993.           | 31. svibnja 1994.      |
|       | 2 kn                | 0,27 €                 | 24,5 mm            | 6,20 g             | Slitina bakra, nikla i cinka     | nazubljen                        | slika tunja, »TUNJ« ili »THUNNUS THYNNUS«, godina kovanja                      | 1993.           | 31. svibnja 1994.      |
|       | 5 kn                | 0,66 €                 | 26,5 mm            | 7,45 g             | Slitina bakra, nikla i cinka     | nazubljen                        | slika smeđeg medvjeda, »MRKI MEDVJED« ili »URSUS ARCTOS«, godina kovanja       | 1993.           | 31. svibnja 1994.      |
|       | 25 kn               | 3,31 €                 | 32 mm              | 12,75 g            | Slitina bakra, nikla i aluminija | gladak, u obliku dvanaesterokuta | razno                                                                          | 1997.           | 28. svibnja 1997.      |

## Prigodni novac

### Prigodne novčanice
Izdane su prigodne novčanice od 10 i 20 kn, povodom 10. i 20. obljetnice kune.
| Izgled (revers) | Iznos   | Dimenzije   | Povod                                                                | Godina izdavanja  |
| --------------- | ------- | ----------- | -------------------------------------------------------------------- | ----------------- |
|                 | 10 kuna | 126 × 63 mm | 10. obljetnica uvođenja kune kao novčane jedinice Republike Hrvatske | 30. svibnja 2004. |
|                 | 20 kuna | 130 × 65 mm | 20. obljetnica uvođenja kune kao novčane jedinice Republike Hrvatske | 30. svibnja 2014. |

### Prigodne kovanice
Prigodno se izdaju i kovanice s različitim drugim motivima na naličju.

#### 10 lipa
| Izgled (revers) | Iznos   | Promjer | Masa   | Sastav slitine                                 | Povod                                 | Godina izdavanja |
| --------------- | ------- | ------- | ------ | ---------------------------------------------- | ------------------------------------- | ---------------- |
|                 | 10 lipa | 20 mm   | 3,25 g | čelična jezgra obložena slitinom bakra i cinka | 50 g. organizacije Ujedinjenih naroda | 1995.            |

#### 50 lipa
| Izgled (revers) | Iznos   | Promjer | Masa   | Sastav slitine                                   | Povod                               | Godina izdavanja |
| --------------- | ------- | ------- | ------ | ------------------------------------------------ | ----------------------------------- | ---------------- |
|                 | 50 lipa | 20,5 mm | 3,65 g | čelična jezgra obložena slitinom željeza i nikla | Europsko prvenstvo u nogometu 1996. | 1996.            |

#### 1 kuna, 5 i 2 lipe
| Izgled (revers) | Iznos  | Promjer | Masa   | Sastav slitine                                 | Povod                                 | Godina izdavanja |
| --------------- | ------ | ------- | ------ | ---------------------------------------------- | ------------------------------------- | ---------------- |
|                 | 1 kuna | 22,5 mm | 5 g    | slitina bakra, nikla i cinka                   | XXVI. Olimpijske igre – Atlanta 1996. | 1995.            |
|                 | 2 lipe | 19 mm   | 0,92 g | slitina aluminija i magnezija                  | XXVI. Olimpijske igre – Atlanta 1996. | 1995.            |
|                 | 5 lipa | 18 mm   | 2,5 g  | čelična jezgra obložena slitinom bakra i cinka | XXVI. Olimpijske igre – Atlanta 1996. | 1995.            |

#### 2 kune, 20 i 1 lipa
| Izgled (revers) | Iznos   | Promjer | Masa  | Sastav slitine                                   | Povod                         | Godina izdavanja |
| --------------- | ------- | ------- | ----- | ------------------------------------------------ | ----------------------------- | ---------------- |
|                 | 2 kune  | 24,5 mm | 6,2 g | slitina bakra, nikla i cinka                     | 50 g. UN-ove organizacije FAO | 1995.            |
|                 | 20 lipa | 18,5 mm | 2,9 g | čelična jezgra obložena slitinom željeza i nikla | 50 g. UN-ove organizacije FAO | 1995.            |
|                 | 1 lipa  | 17 mm   | 0,7 g | slitina aluminija i magnezija                    | 50 g. UN-ove organizacije FAO | 1995.            |

#### 5 kuna
| Izgled (revers) | Izgled (revers) | Iznos  | Promjer | Masa   | Sastav slitine               | Povod                                                 | Godina izdavanja |
| lice            | naličje         | Iznos  | Promjer | Masa   | Sastav slitine               | Povod                                                 | Godina izdavanja |
| --------------- | --------------- | ------ | ------- | ------ | ---------------------------- | ----------------------------------------------------- | ---------------- |
|                 |                 | 5 kuna | 26,5 mm | 7,45 g | slitina bakra, nikla i cinka | 500. obljetnica tiskanja senjskoga glagoljskog misala | 1995.            |

#### 25 kuna
| Izgled (revers) | Izgled (revers)                                         | Iznos   | Promjer | Masa    | Sastav slitine                   | Povod                                                        | Godina izdavanja |
| lice            | naličje                                                 | Iznos   | Promjer | Masa    | Sastav slitine                   | Povod                                                        | Godina izdavanja |
| --------------- | ------------------------------------------------------- | ------- | ------- | ------- | -------------------------------- | ------------------------------------------------------------ | ---------------- |
|                 |                                                         | 25 kuna | 32 mm   | 12,75 g | slitine bakra, aluminija i nikla | Hrvatsko Podunavlje                                          | 1997.            |
|                 | prvi kongres hrvatskih esperantista                     | 25 kuna | 32 mm   | 12,75 g | slitine bakra, aluminija i nikla | 1997.                                                        |                  |
|                 | 5 g. primanja Republike Hrvatske u UN                   | 25 kuna | 32 mm   | 12,75 g | slitine bakra, aluminija i nikla | 1997.                                                        |                  |
|                 | Expo Lisabon 1998.                                      | 25 kuna | 32 mm   | 12,75 g | slitine bakra, aluminija i nikla | 1998.                                                        |                  |
|                 | uvođenje eura u Eurozoni                                | 25 kuna | 32 mm   | 12,75 g | slitine bakra, aluminija i nikla | 1999.                                                        |                  |
|                 | godina 2000. – novo tisućljeće                          | 25 kuna | 32 mm   | 12,75 g | slitine bakra, aluminija i nikla | 2000.                                                        |                  |
|                 | 10 g. međunarodnog priznanja Republike Hrvatske         | 25 kuna | 32 mm   | 12,75 g | slitine bakra, aluminija i nikla | 2002.                                                        |                  |
|                 | kandidatura za članstvo u Europskoj uniji               | 25 kuna | 32 mm   | 12,75 g | slitine bakra, aluminija i nikla | 2004.                                                        |                  |
|                 | godišnja skupština Europske banke za obnovu i razvoj    | 25 kuna | 32 mm   | 12,75 g | slitine bakra, aluminija i nikla | 2010.                                                        |                  |
|                 | Ugovor o pristupanju Republike Hrvatske Europskoj uniji | 25 kuna | 32 mm   | 12,75 g | slitine bakra, aluminija i nikla | 2012.                                                        |                  |
|                 | Republika Hrvatska članica Europske unije               | 25 kuna | 32 mm   | 12,75 g | slitine bakra, aluminija i nikla | 2013.                                                        |                  |
|                 |                                                         | 25 kuna | 32 mm   | 12,75 g | slitine bakra, aluminija i nikla | 25. obljetnica neovisnosti Republike Hrvatske                | 2016.            |
|                 |                                                         | 25 kuna | 32 mm   | 12,75 g | slitine bakra, aluminija i nikla | 25. obljetnica primanja Republike Hrvatske u UN              | 2017.            |
|                 |                                                         | 25 kuna | 32 mm   | 12,75 g | slitine bakra, aluminija i nikla | 25. obljetnica uvođenje kune                                 | 2019.            |
|                 |                                                         | 25 kuna | 32 mm   | 12,75 g | slitine bakra, aluminija i nikla | 350. obljetnica osnivanja Sveučilišta u Zagrebu              | 2019.            |
|                 |                                                         | 25 kuna | 32 mm   | 12,75 g | slitine bakra, aluminija i nikla | Predsjedanje Hrvatske Vijećem Europske Unije 2020.           | 2020.            |
|                 |                                                         | 25 kuna | 32 mm   | 12,75 g | slitine bakra, aluminija i nikla | 75. obljetnica osnivanja Hrvatske zajednice tehničke kulture | 2021.            |
|                 |                                                         | 25 kuna | 32 mm   | 12,75 g | slitine bakra, aluminija i nikla | Međunarodni dan djeteta                                      | 2021.            |
|                 |                                                         | 25 kuna | 32 mm   | 12,75 g | slitine bakra, aluminija i nikla | Pelješki most                                                | 2022.            |